# 100 mètres masculin aux championnats du monde d'athlétisme 2013
Navigation
Daegu 2011 Pékin 2015
L'épreuve du  100 mètres masculin des championnats du monde de 2013 s'est déroulée les 10 et 11 août 2013 dans le Stade Loujniki, le stade olympique de Moscou, en Russie. Elle est remportée par le Jamaïcain Usain Bolt en 9 s 77, qui sous la pluie, remporte son deuxième titre mondial sur la distance, et sa sixième médaille d'or en sprint depuis les Mondiaux de Berlin 2009.

## Records et performances

### Records
Les records du 100 m hommes (mondial, des championnats et par continent) étaient avant les championnats 2013 les suivants.
| Record du monde           | Usain Bolt       | Jamaïque  | 9 s 58  | Berlin  | 16 août 2009    |
| Record des championnats   | Usain Bolt       | Jamaïque  | 9 s 58  | Berlin  | 16 août 2009    |
| Record d'Afrique          | Olusoji Fasuba   | Nigeria   | 9 s 85  | Doha    | 12 mai 2006     |
| Record d'Asie             | Samuel Francis   | Qatar     | 9 s 99  | Amman   | 26 juillet 2007 |
| Record d'Amérique du Nord | Usain Bolt       | Jamaïque  | 9 s 58  | Berlin  | 16 août 2009    |
| Record d'Amérique du Sud  | Robson da Silva  | Brésil    | 10 s 00 | Mexico  | 22 juillet 1988 |
| Record d'Europe           | Francis Obikwelu | Portugal  | 9 s 86  | Athènes | 22 août 2004    |
| Record d'Océanie          | Patrick Johnson  | Australie | 9 s 93  | Mito    | 5 mai 2003      |

### Meilleures performances de l'année 2013
Les dix coureurs les plus rapides de l'année sont, avant les championnats, les suivants. Parmi ces 10 figurent quatre jamaïquains, quatre américains, un anglais et un français. Ne seront pas présents aux mondiaux les américains Tyson Gay, contrôlé positif, et Dentarius Locke, non sélectionné lors des championnats nationaux, ainsi que le jamaïcain Asafa Powell, contrôlé positif et seulement septième des championnats nationaux.
| 1 | Tyson Gay         | États-Unis  | 9 s 75 | Des Moines          | 22 juin 2013    |
| 2 | Usain Bolt        | Jamaïque    | 9 s 85 | Londres             | 26 juillet 2013 |
| 3 | Nesta Carter      | Jamaïque    | 9 s 87 | Madrid              | 13 juillet 2013 |
| 4 | Asafa Powell      | Jamaïque    | 9 s 88 | Lausanne            | 4 juillet 2013  |
| 5 | Justin Gatlin     | États-Unis  | 9 s 89 | Des Moines          | 21 juin 2013    |
| 6 | James Dasaolu     | Royaume-Uni | 9 s 91 | Birmingham          | 13 juillet 2013 |
| 7 | Jimmy Vicaut      | France      | 9 s 95 | Charléty, Paris     | 13 juillet 2013 |
| 8 | Mike Rodgers      | États-Unis  | 9 s 96 | Pékin               | 21 mai 2013     |
| 8 | Kemar Bailey-Cole | Jamaïque    | 9 s 96 | Kingston (Jamaïque) | 8 juin 2013     |
| 8 | Dentarius Locke   | États-Unis  | 9 s 96 | Monaco              | 19 juillet 2013 |

## Critères de qualification
Pour se qualifier pour les Championnats (minima A), il fallait avoir réalisé moins de 10 s 15 entre le 1er octobre 2012 et le 29 juillet 2013 (le minimum A était de 10 s 18 en 2011) . Les minima B sont de 10 s 21.

## Faits marquants
Usain Bolt reprend le titre du 100 m qu'il avait abandonné en 2011 à cause d'un faux départ. Christophe Lemaitre se blesse à l'arrivée de la finale et doit déclarer forfait pour la suite de la saison.

## Résultats

### Finale
| Rang               | Athlète             | Temps   | Réaction | Note |
| ------------------ | ------------------- | ------- | -------- | ---- |
| Médaille d'or      | Usain Bolt          | 9 s 77  | 0.163    | SB   |
| Médaille d'argent  | Justin Gatlin       | 9 s 85  | 0.163    | SB   |
| Médaille de bronze | Nesta Carter        | 9 s 90  | 0.157    |      |
| 4                  | Kemar Bailey-Cole   | 9 s 95  | 0.186    |      |
| 5                  | Nickel Ashmeade     | 9 s 98  | 0.142    |      |
| 6                  | Mike Rodgers        | 10 s 04 | 0.158    |      |
| 7                  | Christophe Lemaitre | 10 s 06 | 0.154    |      |
| 8                  | James Dasaolu       | 10 s 21 | 0.177    |      |

### Demi-finales
Les deux premiers athlètes de chaque course (Q) se qualifient pour la finale ainsi que les septième et huitième meilleurs temps (q).
| Rang | Athlète                | Pays              | Temps      | Notes |
| ---- | ---------------------- | ----------------- | ---------- | ----- |
| 1    | Justin Gatlin          | États-Unis        | 9 s 94 (Q) |       |
| 2    | Nesta Carter           | Jamaïque          | 9 s 97 (Q) |       |
| 3    | Jimmy Vicaut           | France            | 10 s 01    |       |
| 4    | Anaso Jobodwana        | Afrique du Sud    | 10 s 17    |       |
| 5    | Richard Thompson       | Trinité-et-Tobago | 10 s 19    |       |
| 6    | Gabriel Mvumvure       | Zimbabwe          | 10 s 21    |       |
| 7    | Harry Aikines-Aryeetey | Royaume-Uni       | 10 s 34    |       |
|      | Su Bingtian            | Chine             | DQ         |       |

| Rang | Athlète             | Pays                       | Temps       | Notes |
| ---- | ------------------- | -------------------------- | ----------- | ----- |
| 1    | Nickel Ashmeade     | Jamaïque                   | 9 s 90 (Q)  | PB    |
| 2    | Kemar Bailey-Cole   | Jamaïque                   | 9 s 93 (Q)  | PB    |
| 3    | James Dasaolu       | Royaume-Uni                | 9 s 97 (q)  |       |
| 4    | Christophe Lemaitre | France                     | 10 s 00 (q) | SB    |
| 5    | Zhang Peimeng       | Chine                      | 10 s 00     | NR    |
| 6    | Dwain Chambers      | Royaume-Uni                | 10 s 15     |       |
| 7    | Jason Rogers        | Saint-Christophe-et-Niévès | 10 s 15     |       |
| 8    | Gavin Smellie       | Canada                     | 10 s 30     |       |

| \| Rang \| Athlète \| Pays \| Temps \| Notes \| \| ---- \| ---------------- \| -------------------------- \| ---------- \| ----- \| \| 1 \| Usain Bolt \| Jamaïque \| 9 s 92 (Q) \| \| \| 2 \| Mike Rodgers \| États-Unis \| 9 s 93 (Q) \| SB \| \| 3 \| Keston Bledman \| Trinité-et-Tobago \| 10 s 08 \| \| \| 4 \| Churandy Martina \| Pays-Bas \| 10 s 09 \| \| \| 5 \| Aaron Brown \| Canada \| 10 s 15 \| \| \| 6 \| Antoine Adams \| Saint-Christophe-et-Niévès \| 10 s 17 \| \| \| 7 \| Ramon Gittens \| Barbade \| 10 s 31 \| \| \| \| Samuel Francis \| Qatar \| DNS \| \| |                  |                            |            |       |
| Rang | Athlète          | Pays                       | Temps      | Notes |
| 1 | Usain Bolt       | Jamaïque                   | 9 s 92 (Q) |       |
| 2 | Mike Rodgers     | États-Unis                 | 9 s 93 (Q) | SB    |
| 3 | Keston Bledman   | Trinité-et-Tobago          | 10 s 08    |       |
| 4 | Churandy Martina | Pays-Bas                   | 10 s 09    |       |
| 5 | Aaron Brown      | Canada                     | 10 s 15    |       |
| 6 | Antoine Adams    | Saint-Christophe-et-Niévès | 10 s 17    |       |
| 7 | Ramon Gittens    | Barbade                    | 10 s 31    |       |
| | Samuel Francis   | Qatar                      | DNS        |       |

### Séries

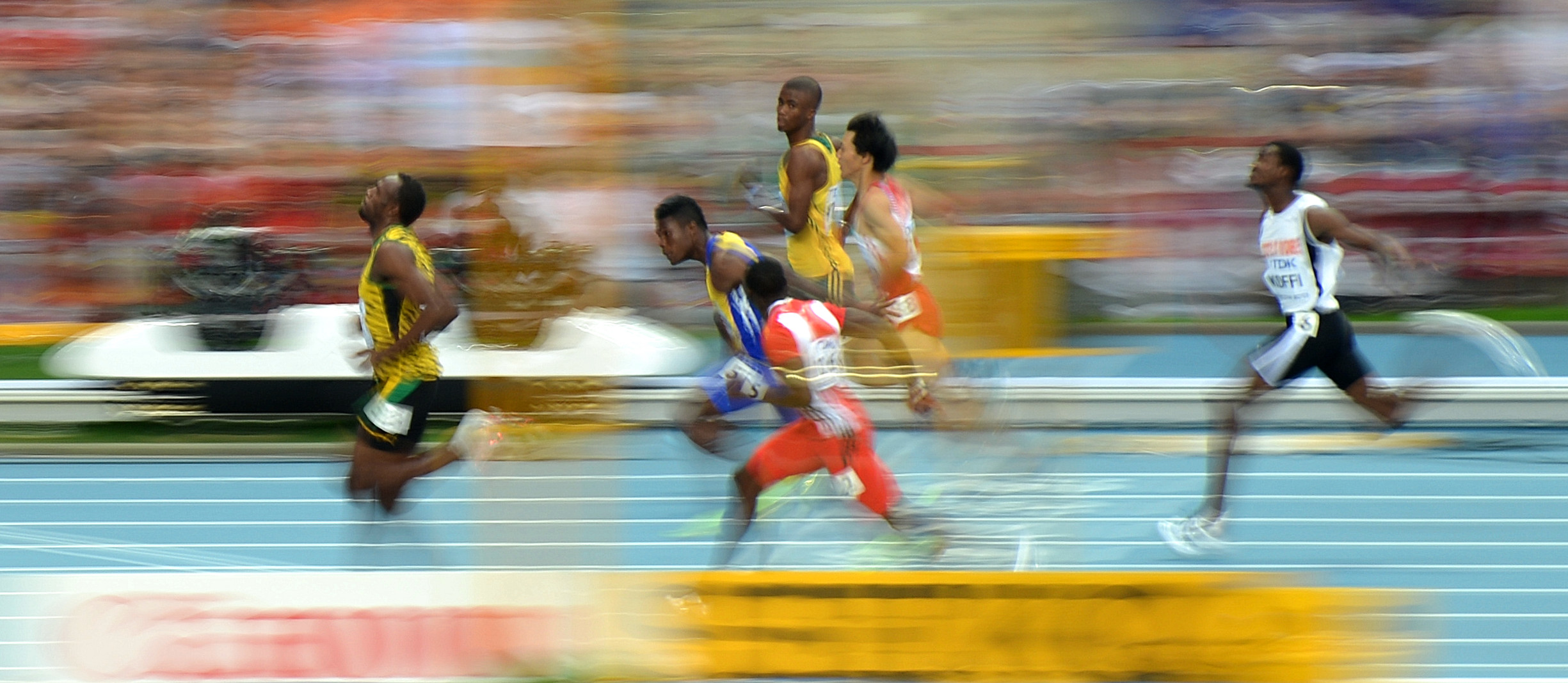
La série 7

Les trois premiers de chaque séries (Q) plus les 3 meilleurs temps (q) se qualifient pour les demi-finales.
| Rang | Athlète              | Temps       | Notes |
| ---- | -------------------- | ----------- | ----- |
| 1    | Kemar Bailey-Cole    | 10 s 02 (Q) |       |
| 2    | Christophe Lemaitre  | 10 s 12 (Q) |       |
| 3    | Gabriel Mvumvure     | 10 s 28 (Q) |       |
| 4    | Adam Harris          | 10 s 30     |       |
| 5    | Martin Keller        | 10 s 32     |       |
| 6    | Suwaibou Sanneh      | 10 s 46     |       |
| 7    | Innocent Bologo      | 10 s 57     |       |
| 8    | Calvin Kang Li Loong | 10 s 66     |       |

| Rang | Athlète          | Temps       | Notes |
| ---- | ---------------- | ----------- | ----- |
| 1    | Nesta Carter     | 10 s 11 (Q) |       |
| 2    | Churandy Martina | 10 s 17 (Q) |       |
| 3    | Gavin Smellie    | 10 s 30 (Q) |       |
| 4    | Yoshihide Kiryu  | 10 s 31     |       |
| 5    | Andrew Hinds     | 10 s 38     |       |
| 6    | Adam Zavacký     | 10 s 46     |       |
| 7    | Alex Quiñónez    | 10 s 50     |       |
|      | Ifrish Alberg    | DNF         |       |

| Rang | Athlète        | Temps       | Notes |
| ---- | -------------- | ----------- | ----- |
| 1    | Justin Gatlin  | 9 s 99 (Q)  |       |
| 2    | Keston Bledman | 10 s 02 (Q) | SB    |
| 3    | Dwain Chambers | 10 s 14 (Q) |       |
| 4    | Antoine Adams  | 10 s 18 (q) |       |
| 5    | Sam Effah      | 10 s 21     |       |
| 6    | Shavez Hart    | 10 s 36     |       |
| 7    | Akani Simbine  | 10 s 38     |       |
| 8    | Idrissa Adam   | 10 s 70     |       |

| Rang | Athlète           | Temps       | Notes |
| ---- | ----------------- | ----------- | ----- |
| 1    | Zhang Peimeng     | 10 s 04 (Q) | NR    |
| 2    | Richard Thompson  | 10 s 14 (Q) | SB    |
| 3    | Jason Rogers      | 10 s 19 (Q) |       |
| 4    | James Dasaolu     | 10 s 20 (q) |       |
| 5    | Julian Reus       | 10 s 27     |       |
| 6    | Denis Dimitrov    | 10 s 29     |       |
| 7    | Barakat al-Harthi | 10 s 53     |       |
| 8    | Shernyl Burns     | 10 s 69     |       |

| Rang | Athlète               | Temps       | Notes |
| ---- | --------------------- | ----------- | ----- |
| 1    | Jimmy Vicaut          | 10 s 06 (Q) |       |
| 2    | Aaron Brown           | 10 s 15 (Q) |       |
| 3    | Samuel Francis        | 10 s 21 (Q) |       |
| 4    | Ángel David Rodríguez | 10 s 23     |       |
| 5    | Charles Silmon        | 10 s 34     |       |
| 6    | Reza Ghasemi          | 10 s 46     |       |
| 7    | Aleksandr Brednev     | 10 s 52     |       |
| 8    | Holder da Silva       | 10 s 70     |       |

| Rang | Athlète                | Temps       | Notes |
| ---- | ---------------------- | ----------- | ----- |
| 1    | Mike Rodgers           | 9 s 98 (Q)  |       |
| 2    | Nickel Ashmeade        | 10 s 12 (Q) |       |
| 3    | Harry Aikines-Aryeetey | 10 s 16 (Q) |       |
| 4    | Su Bingtian            | 10 s 16 (q) |       |
| 5    | Ogho-Oghene Egwero     | 10 s 26     |       |
| 6    | Daniel Bailey          | 10 s 45     |       |
| 7    | Banuve Tabakaucoro     | 10 s 53     | SB    |
| 8    | Hassan Taftian         | 10 s 57     |       |

| \| Rang \| Athlète \| Temps \| Notes \| \| ---- \| ----------------------------- \| ----------- \| ----- \| \| 1 \| Usain Bolt \| 10 s 07 (Q) \| \| \| 2 \| Anaso Jobodwana \| 10 s 17 (Q) \| \| \| 3 \| Ramon Gittens \| 10 s 19 (Q) \| \| \| 4 \| Ryōta Yamagata \| 10 s 21 \| \| \| 5 \| Rondell Sorillo \| 10 s 25 \| \| \| 6 \| Hua Wilfried Koffi \| 10 s 40 \| \| \| 7 \| Sapwaturrahman Sapwaturrahman \| 10 s 89 \| \| \| \| Kemar Hyman \| DQ \| \| |                               |             |       |
| Rang | Athlète                       | Temps       | Notes |
| 1 | Usain Bolt                    | 10 s 07 (Q) |       |
| 2 | Anaso Jobodwana               | 10 s 17 (Q) |       |
| 3 | Ramon Gittens                 | 10 s 19 (Q) |       |
| 4 | Ryōta Yamagata                | 10 s 21     |       |
| 5 | Rondell Sorillo               | 10 s 25     |       |
| 6 | Hua Wilfried Koffi            | 10 s 40     |       |
| 7 | Sapwaturrahman Sapwaturrahman | 10 s 89     |       |
| | Kemar Hyman                   | DQ          |       |

### Tour préliminaire
Les 2 premiers de chaque course (Q) plus les 3 meilleurs temps (q) se qualifient pour les séries du tour final.
| Rang | Athlète                   | Temps       | Notes |
| ---- | ------------------------- | ----------- | ----- |
| 1    | Daniel Bailey             | 10 s 51 (Q) |       |
| 2    | Holder da Silva           | 10 s 59 (Q) |       |
| 3    | Riste Pandev              | 10 s 97     |       |
| 4    | Faresa Kapisi             | 11 s 21     | PB    |
| 5    | Mikel De Sa               | 11 s 24     | SB    |
| 6    | Daniel Philimon           | 11 s 53     | PB    |
| 7    | Christopher Lima da Costa | 11 s 79     | SB    |

| Rang | Athlète                       | Temps       | Notes |
| ---- | ----------------------------- | ----------- | ----- |
| 1    | Aleksandr Brednev             | 10 s 49 (Q) |       |
| 2    | Innocent Bologo               | 10 s 51 (Q) |       |
| 3    | Sapwaturrahman Sapwaturrahman | 10 s 75 (q) | SB    |
| 4    | Kieron Rogers                 | 10 s 80     |       |
| 5    | Jesus T. Iguel                | 11 s 65     | PB    |
| 6    | Roman Cress                   | 11 s 65     | SB    |
| 7    | Gauthier Okawe                | 11 s 83     | PB    |
| 8    | Mccaffrey Gilmete             | 11 s 86     | PB    |

| Rang | Athlète               | Temps       | Notes |
| ---- | --------------------- | ----------- | ----- |
| 1    | Barakat al-Harthi     | 10 s 47 (Q) |       |
| 2    | Banuve Tabakaucoro    | 10 s 53 (Q) | SB    |
| 3    | Idrissa Adam          | 10 s 56 (q) |       |
| 4    | Hugues Tshiyinga Mafo | 11 s 11     | PB    |
| 5    | Masbah Ahmmed         | 11 s 23     |       |
| 6    | Michael Alicto        | 11 s 39     | PB    |
| 7    | Okilani Tinilau       | 11 s 57     | SB    |

| Rang | Athlète                  | Temps       | Notes |
| ---- | ------------------------ | ----------- | ----- |
| 1    | Calvin Kang Li Loong     | 10 s 52 (Q) | PB    |
| 2    | Shernyl Burns            | 10 s 63 (Q) |       |
| 3    | Ifrish Alberg            | 10 s 70 (q) |       |
| 4    | Devilert Arsene Kimbembe | 10 s 77     | SB    |
| 5    | Mohammed Abukhousa       | 10 s 87     | NR    |
| 6    | Denielsan Martins        | 10 s 92     | NR    |
| 7    | Siueni Filimone          | 10 s 93     |       |
| 8    | Massoud Azizi            | 11 s 78     |       |

## Détail de la finale par intervalle de course
| Athlète             | Réaction | 20 m | 40 m | 60 m | 80 m | 100 m |
| ------------------- | -------- | ---- | ---- | ---- | ---- | ----- |
| Usain Bolt          | 0 s 163  |      |      |      |      |       |
| Justin Gatlin       | 0 s 163  |      |      |      |      |       |
| Nesta Carter        | 0 s 157  |      |      |      |      |       |
| Kemar Bailey-Cole   | 0 s 186  |      |      |      |      |       |
| Nickel Ashmeade     | 0 s 142  |      |      |      |      |       |
| Mike Rodgers        | 0 s 158  |      |      |      |      |       |
| Christophe Lemaitre | 0 s 154  |      |      |      |      |       |
| James Dasaolu       | 0 s 177  |      |      |      |      |       |

## Légende
Records et Performances
- AR : Record continental (area record)
- CR : Record des championnats (championship record)
- MR : Record du meeting (meet record)
- NR : Record national (national record)
- OR : Record olympique (olympic record)
- PR : Record paralympique (paralympic record)
- PB : Record personnel (personal best)
- SB : Meilleure performance personnelle de la saison (season's best)
- WL : Meilleure performance mondiale de l'année (world leader)
- WJR : Record du monde junior (world junior record)
- WR : Record du monde (world record)

Circonstances et Conditions
- DNF : N'a pas terminé (did not finish)
- DNS : N'a pas pris le départ (did not start)
- DQ : Disqualification (disqualification)
- NM : Aucun essai valable enregistré (No Mark)
- Q : Qualifié « directement » au prochain tour (ou à la prochaine compétition), lors d'une compétition majeure, grâce au classement ou à la réalisation des minima (automatic qualifier)
- q : Qualifié au prochain tour (ou à la prochaine compétition), lors d'une compétition majeure, grâce au repêchage ou à la réalisation de l'une des meilleures performances parmi celles des « non qualifiés directement » (grâce au meilleur temps ou à la meilleure distance par exemple) (secondary qualifier)